# Белая Гора (Кировская область)
Белая Гора — деревня в Слободском районе Кировской области в составе Шестаковского сельского поселения.

## География
Находится на расстоянии примерно 35 км на север от районного центра города Слободской. Примыкает с севера к селу Лекма.

## История
Известна с 1747 года как деревня Малое Подгорье с населением 14 душ (мужского пола). В 1873 году здесь было учтено дворов 7 и жителей 27, в 1905 (уже появляется альтернативное название Белая Гора) 9 и 50, в 1926 19 и 109, в 1950 19 и 60, в 1989 проживал 51 житель.

## Население
Постоянное население составляло 52 человека (русские 95 %) в 2002 году, 50 — в 2010.